# دوبز فيري (نيويورك)
دوبز فيري (بالإنجليزية: Dobbs Ferry village, New York)‏ هي قرية تقع بولاية نيويورك في الولايات المتحدة. تبلغ مساحتها 8.22 كم2، وترتفع عن سطح البحر 64 م، بلغ عدد سكانها 10,875 نسمة في عام 2010 حسب إحصاء مكتب تعداد الولايات المتحدة وتصل الكثافة السكانية فيها 1,323 نسمة لكل كيلومتر مربع (3,426.6/ميل2).

## التركيبة السكانية
حدّد مكتب تعداد الولايات المتحدة بيانات التركيبة السكانية لدوبز فيري في تعداد الولايات المتحدة. في ما يلي، التركيبة السكانية حسب تعدادي 2000 و2010.

### تعداد عام 2000
بلغ عدد سكان دوبز فيري 10,622 نسمة بحسب تعداد عام 2000، وبلغ عدد الأسر 3,792 أسرة وعدد العائلات 2,570 عائلة مقيمة في القرية. في حين سجلت الكثافة السكانية 1,292.2 نسمة لكل كيلومتر مربع (3,346.8/ميل2). وبلغ عدد الوحدات السكنية 3,941 وحدة بمتوسط كثافة قدره 479.4 لكل كيلومتر مربع (1,241.6/ميل2).
وتوزع التركيب العرقي للقرية بنسبة 80.70% من البيض و7.38% من الأمريكيين الأفارقة و0.08% من الأمريكيين الأصليين و7.56% من الأمريكيين ذوي الأصول الآسيوية و0.09% من سكان جزر المحيط الهادئ و1.93% من الأعراق الأخرى و2.26% من عرقين مختلطين أو أكثر و7% من الهسبانيون أو اللاتينيون من أي عرق.
بلغ عدد الأسر 3,792 أسرة كانت نسبة 36% منها لديها أطفال تحت سن الثامنة عشر تعيش معهم، وبلغت نسبة الأزواج القاطنين مع بعضهم البعض 54.8% من أصل المجموع الكلي للأسر، ونسبة 10% من الأسر كان لديها معيلات من الإناث دون وجود شريك،  بينما كانت نسبة 3% من الأسر لديها معيلون من الذكور دون وجود شريكة وكانت نسبة 32.2% من غير العائلات. تألفت نسبة 27.6% من أصل جميع الأسر من عدة أفراد يعيشون في نفس المنزل ونسبة 8.4% كانت تتألف من شخص يعيش بمفرده يبلغ من العمر 65 عاماً أو أكثر. وبلغ متوسط حجم الأسرة المعيشية 2.55، أما متوسط حجم العائلات فبلغ 3.13.
بلغ العمر الوسطي للسكان 38.6 عاماً. وكانت نسبة 22.3% من القاطنين تحت سن الثامنة عشر، وكانت نسبة 5.1% بين الثامنة عشر والرابعة والعشرين عاماً، ونسبة 27.2% كانت واقعةً في الفئة العمرية ما بين الخامسة والعشرين والرابعة والأربعين عاماً، ونسبة 24% كانت ما بين الخامسة والأربعين والرابعة والستين، ونسبة 12.4% كانت ضمن فئة الخامسة والستين عاماً فما فوق. يوجد لكل 100 أنثى 93.9 ذكر، ويوجد لكل 100 أنثى في الثامنة عشر من عمرها فما فوق 88.4 ذكر.
بلغ متوسط دخل الأسرة في القرية 77,539 دولارًا، أما متوسط دخل العائلة فبلغ 98,518 دولارًا. وكان متوسط دخل الذكور 67,281 دولارًا مقابل 51,356 دولارًا للإناث. وسجل دخل الفرد الخاص بالقرية 38,872 دولارًا. وكانت نسبة 1.9% من العائلات ونسبة 4.8% من السكان تحت خط الفقر، وكان من هؤلاء نسبة 9.3% تحت سن الثامنة عشر ونسبة 1.8% في الخامسة والستين من العمر وما فوق.

### تعداد عام 2010
بلغ عدد سكان دوبز فيري 10,875 نسمة بحسب تعداد عام 2010، وبلغ عدد الأسر 3,901 أسرة وعدد العائلات 2,674 عائلة مقيمة في القرية. في حين سجلت الكثافة السكانية 1,323 نسمة لكل كيلومتر مربع (3,426.6/ميل2). وبلغ عدد الوحدات السكنية 4,191 وحدة بمتوسط كثافة قدره 509.9 لكل كيلومتر مربع (1,320.6/ميل2).
وتوزع التركيب العرقي للقرية بنسبة 78.60% من البيض و7.25% من الأمريكيين الأفارقة و0.08% من الأمريكيين الأصليين و8.57% من الأمريكيين ذوي الأصول الآسيوية و0.10% من سكان جزر المحيط الهادئ و2.94% من الأعراق الأخرى و2.46% من عرقين مختلطين أو أكثر و10.49% من الهسبانيون أو اللاتينيون من أي عرق.
بلغ عدد الأسر 3,901 أسرة كانت نسبة 35.2% منها لديها أطفال تحت سن الثامنة عشر تعيش معهم، وبلغت نسبة الأزواج القاطنين مع بعضهم البعض 54.2% من أصل المجموع الكلي للأسر، ونسبة 11.2% من الأسر كان لديها معيلات من الإناث دون وجود شريك،  بينما كانت نسبة 3.2% من الأسر لديها معيلون من الذكور دون وجود شريكة وكانت نسبة 31.5% من غير العائلات. تألفت نسبة 26.9% من أصل جميع الأسر من عدة أفراد يعيشون في نفس المنزل ونسبة 9.2% كانت تتألف من شخص يعيش بمفرده يبلغ من العمر 65 عاماً أو أكثر. وبلغ متوسط حجم الأسرة المعيشية 2.54، أما متوسط حجم العائلات فبلغ 3.11.
بلغ العمر الوسطي للسكان 41.4 عاماً. وكانت نسبة 24.2% من القاطنين تحت سن الثامنة عشر، وكانت نسبة 8.6% بين الثامنة عشر والرابعة والعشرين عاماً، ونسبة 22.3% كانت واقعةً في الفئة العمرية ما بين الخامسة والعشرين والرابعة والأربعين عاماً، ونسبة 29.7% كانت ما بين الخامسة والأربعين والرابعة والستين، ونسبة 15.2% كانت ضمن فئة الخامسة والستين عاماً فما فوق. وتوزع التركيب الجنسي للسكان بنسبة 47.7% ذكور و52.3% إناث.

## وصلات خارجية
- الموقع الرسمي